# Rubeosaurus ovatus
Il rubeosauro (Rubeosaurus ovatus) era un dinosauro erbivoro, appartenente ai ceratopsidi, vissuto nel Cretaceo superiore (Campaniano superiore, circa 75 milioni di anni fa). I suoi resti sono stati ritrovati in Montana (Usa).

## Descrizione

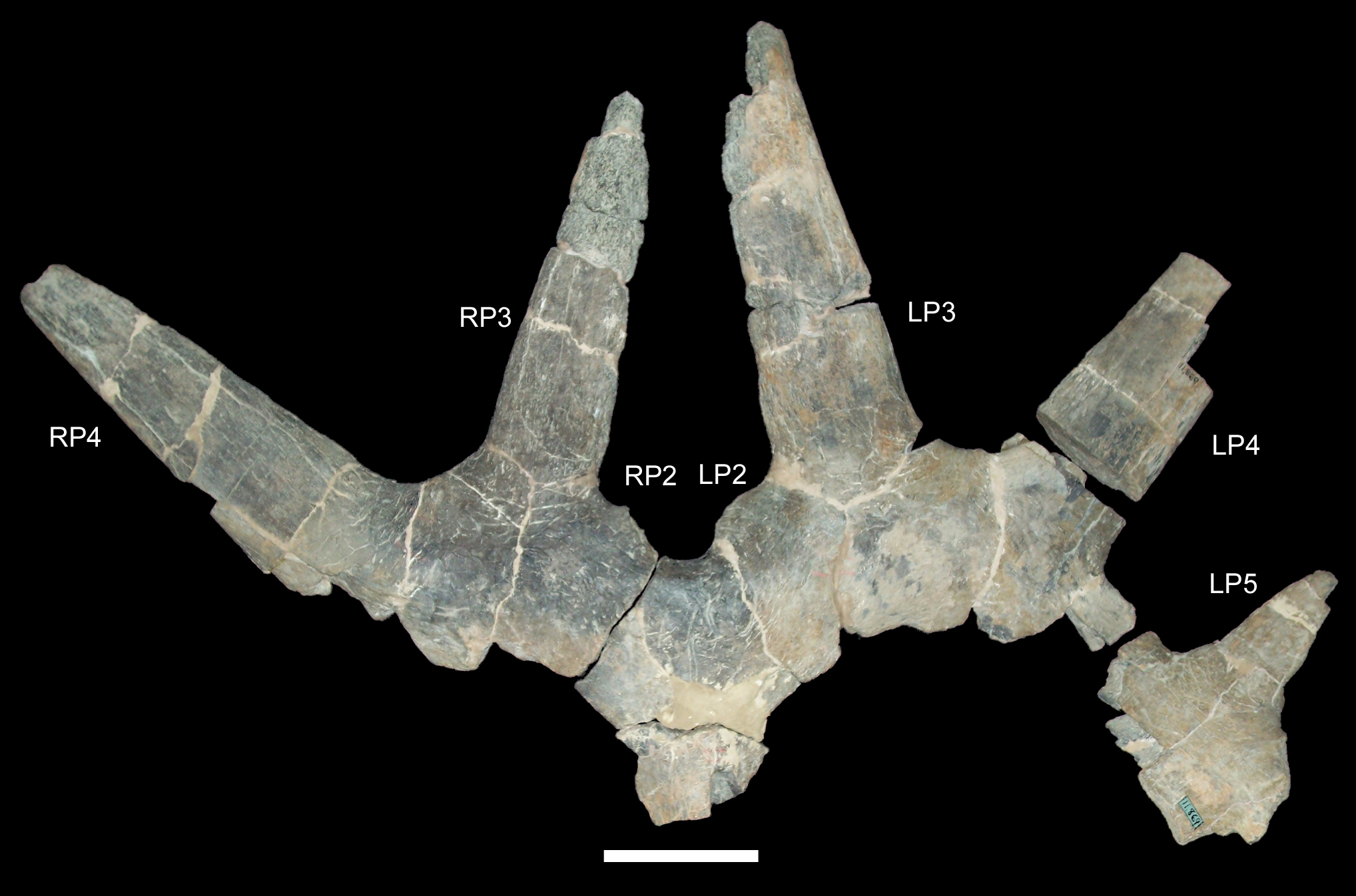
Frammenti fossili dell'ornamentazione del collare

Lungo oltre 5 metri, questo animale aveva il caratteristico aspetto dei ceratopsidi (o dinosauri cornuti): il corpo era massiccio e sorretto da potenti zampe colonnari, la coda doveva essere piuttosto corta e il cranio era enorme e dotato di corna. In particolare, il rubeosauro era dotato di un lungo corno leggermente incurvato posto sopra le narici, mentre la parte posteriore del cranio, ornata dal "collare" osseo tipico dei ceratopsidi, possedeva due paia di lunghi aculei diritti. Al contrario dell'assai simile Styracosaurus, il paio centrale convergeva e le punte andavano a toccarsi, anziché divergere.

## Classificazione
I resti di questo animale furono descritti per la prima volta da Charles Whitney Gilmore nel 1930, attribuiti al genere Styracosaurus nella nuova specie S. ovatus. Solo nel 2010, con la scoperta di nuovi resti, McDonald e Horner hanno potuto constatare che la specie andava attribuita a un nuovo genere, Rubeosaurus. Styracosaurus e Rubeosaurus sono strettamente imparentati, e vengono classificati all'interno della sottofamiglia dei centrosaurini (Centrosaurinae) all'interno della famiglia dei ceratopsidi.